# Zebra (album)
Pour les articles homonymes, voir Zebra.
Albums de Yello
Essential Yello
(1992) Pocket Universe
(1997)
Zebra est le huitième album du groupe de musique électronique suisse Yello. Sorti en 1994, il s'agit du premier album ne contenant que des musiques originales depuis la sortie de Baby en 1991. Cet espacement des sorties correspond à une période de ralentissement sur le plan musical pour Dieter Meier, la voix de Yello, qui se consacre à d'autres projets artistiques. Cela n'empêche pas plusieurs titres de l'album de connaître un succès certain aux USA et au Royaume-Uni.

## Pistes de l'album
| 1.    | Suite 909          | 6:16 |
| 2.    | How How            | 2:39 |
| 3.    | Night Train        | 3:36 |
| 4.    | Do It              | 3:08 |
| 5.    | I...I'm in Love    | 3:28 |
| 6.    | Sax                | 3:12 |
| 7.    | Fat Cry            | 4:11 |
| 8.    | Tremendous Pain    | 3:58 |
| 9.    | Move Dance Be Born | 6:03 |
| 10.   | The Premix         | 5:54 |
| 11.   | Poom Shanka        | 3:28 |
| 45:53 |                    |      |

## Crédits
- Yello - Producteurs exécutif, producteurs
- Boris Blank - Voix additionnelles, arrangement, ingénieur du son
- Dieter Meier - Voix, paroles

Avec également
- Ian Shaw - Voix additionnelles
- Marco Colombo - Guitare
- Rene Chico Hablas - Guitare
- Kevin Metcalfe - Mastering
- LWS - Illustrations de la pochette

## Charts
Plusieurs des titres de cet album ont fait une apparition dans les charts anglais et américains. Ainsi, on retrouve dans le classement des singles (The Official UK Single Chart/Gallup) : 
| Année | Single    | Chart                         | Position |
| ----- | --------- | ----------------------------- | -------- |
| 1994  | "HOW HOW" | The Official UK Singles Chart | 59       |

Et dans le classement des singles (Billboard (North America)) : 
| Année | Single            | Chart                     | Position |
| ----- | ----------------- | ------------------------- | -------- |
| 1994  | "DO IT"           | Hot Dance Music/Club Play | 40       |
| 1995  | "TREMENDOUS PAIN" | Hot Dance Music/Club Play | 7        |
| 1996  | "HOW HOW"         | Hot Dance Music/Club Play | 28       |

## Note(s)
1. ↑  (en) The Official UK Singles Chart, consulté le 2 mars 2007.

- (en) Cet article est partiellement ou en totalité issu de l’article de Wikipédia en anglais intitulé « Zebra (Yello album) » (voir la liste des auteurs).